# Enhanced Partnership in Northern Europe
Enhanced Partnership in Northern Europe, e-PINE, är ett mellanstatligt samarbete mellan USA och de nordiska och baltiska staterna Danmark, Estland, Finland, Island, Lettland, Litauen, Norge och Sverige. Det har som uttalat mål att hålla Europa "helt, fritt och i fred". Samarbetet inleddes den 15 oktober 2003. Det var länge inte vida känt ens bland många politiker.
I februari 2011 publicerade Wikileaks, genom de så kallade diplomatläckorna, rapporter från möten 2007 och 2008 som visade att e-PINE hade använts som plattform för att försöka påverka rysk politik genom att så split mellan president Dmitrij Medvedev och premiärminister Vladimir Putin samt stärka Georgiens chanser att gå med i EU. Bland de medverkande på mötena märks bland andra diplomaterna Daniel Fried (USA) och Björn Lyrvall (Sverige).